# 에르제베트교

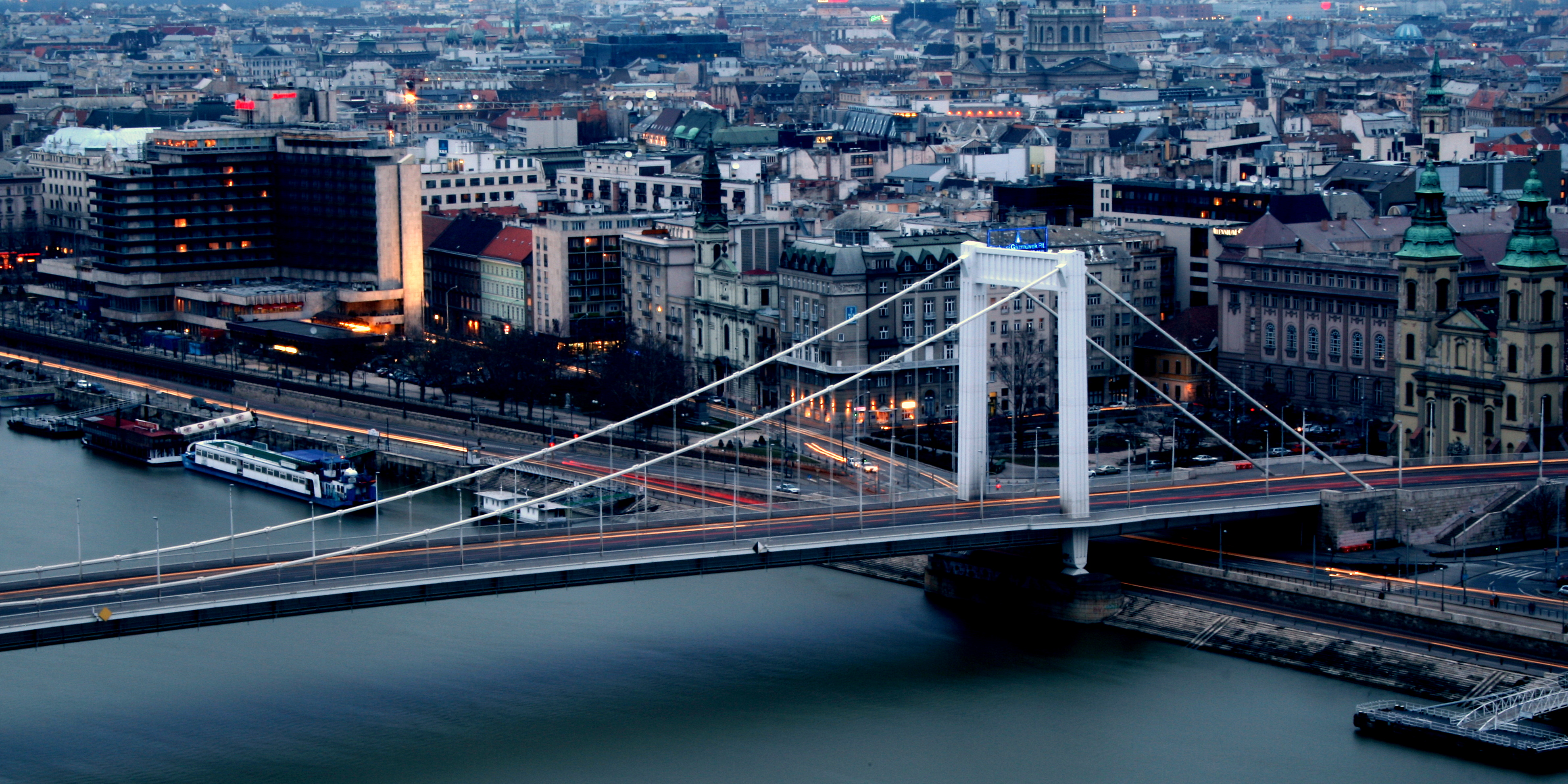
에르제베트 다리

에르제베트 다리(헝가리어: Erzsébet híd)는 헝가리 부다페스트에 위치한 부더와 페슈트를 잇는 다뉴브강의 다리이다.